# Bibio celasensis
Bibio conformans, B. obtusa, B. obtusus, B. tenuiapicalis
Espèce
Synonymes
- †Bibio conformans Theobald, 1937
- †Bibio obtusa Theobald, 1937
- †Bibio obtusus Theobald, 1937,
- †Bibio tenuiapicalis Theobald, 1937

Bibio celasensis  est une espèce fossile d'insectes diptères, de la famille des Bibionidae et de la sous-famille des Bibioninae.

## Classification
L'espèce Bibio celasensis est décrite en 1937 par le paléontologue français Nicolas Théobald (1903-1981),. 

### Fossiles
Cet holotype C59 ♀, de l'ère Cénozoïque, et de l'époque Oligocène (33,9 à 23,03 Ma.) vient des terrains sannoisiens de la formation de Célas dans le Gard, et des collections du Muséum d'histoire naturelle de Marseille, ainsi que de nombreux cotypes C55, 54, 58, etc. de la même provenance, mais aussi du gisement de Monteils-Célas venant du muséum de Nîmes. Une plaque porte plus de 100 individus sur une surface de 1 dm2.

### Synonymes
Il a aussi cinq synonymes notés dans Paleobiology Database en 2023 : Bibio conformans Theobald 1937, Bibio obtusa Theobald 1937, Bibio obtusus Theobald 1937, Bibio tenuiapacalis Theobald 1937, Bibio tenuiapicalis Theobald 1937,

### Étymologie
L'épithète spécifique celasensis signifie en latin « de Célas » et évoque la provenance des fossiles, la formation de Célas.

## Description

### Caractères
Diagnose de Nicolas Théobald en 1937, : ce diptère bibion a une 

« teinte brunâtre sur abdomen et pattes, brun-noirâtre sur le thorax et noire sur la tête. ailes jaunâtres avec nervures brunes. Tête ovale, d'assez petite taille, portant deux gros yeux à facettes, contigus chez ♂, séparés chez ♀ ; ocelles non visibles; antennes courtes, cylindriques, à dix articles, les trois articles de la base plus longs que larges. Les suivants plus courts, sauf le dernier qui est fin et court. L'antenne ne dépasse pas la largeur de la tête. Thorax élevé, fortement pubescent, scutellum étroit, semi circulaire. Abdomen allongé, cylindrique, légèrement contracté à l'avant, plus fortement rétréci et arrondi à l'arrière ; huit segments dont sept sont bien visibles. Ailes ne dépassant pas l'extrémité de l'abdomen. C, Sc, R et Rs bien visibles, portant des poils fins, se terminent avant le sommet de l'aile ; les autres nervures sont effacées; Rs non bifurqué. Tache stigmatique faible. Pattes assez longues, robustes et velues ; fémur renflé, tibia avec éperon fort ; tarses de cinq articles, le dernier portant des pulvillis, l'empodium et des griffes bien développées. Pattes postérieures plus fortes que les pattes antérieures et moyennes. ».

### Dimensions
La longueur totale est de 10-11 mm, la tête a une longueur de 0,75-1 mm, le thorax a une longueur de 2,5 mm, l'abdomen a une longueur de 7-7,5 mm, les ailes ont une longueur de 9 mm et une largeur de 3,5 mm.

### Affinités
L'insecte présente les caractères du genre Bibio et peut être rapproché de B. obscuripennis Meijere des Indes et de B. marci Linné d'Europe, espèces voisines dérivant peut-être de la forme précédente.

## Biologie
« Le g. Bibio est universellement répandu. Il vit sur les plantes ; les larves se développent dans la terre, dans les déchets des animaux ou dans les débris végétaux. ».

## Galerie

Groupe et synonymes en 1937 selon N. Th et détails de Bibio marci, espèce vivante
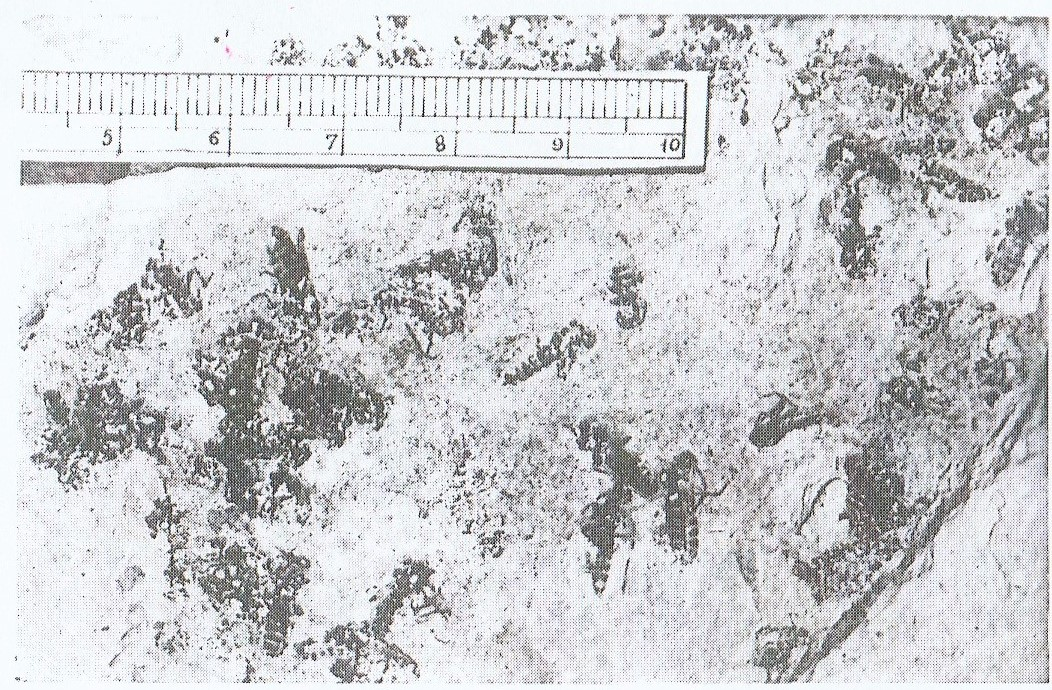
Bibio celasensis N. Théobald, Sannoisien du Gard, groupe d'insectes.
- Bibio conformans femelle éch. Ni14.
- Bibio tenuiapicalis femelle holotype éch. C51.
Aile de Bibio marci
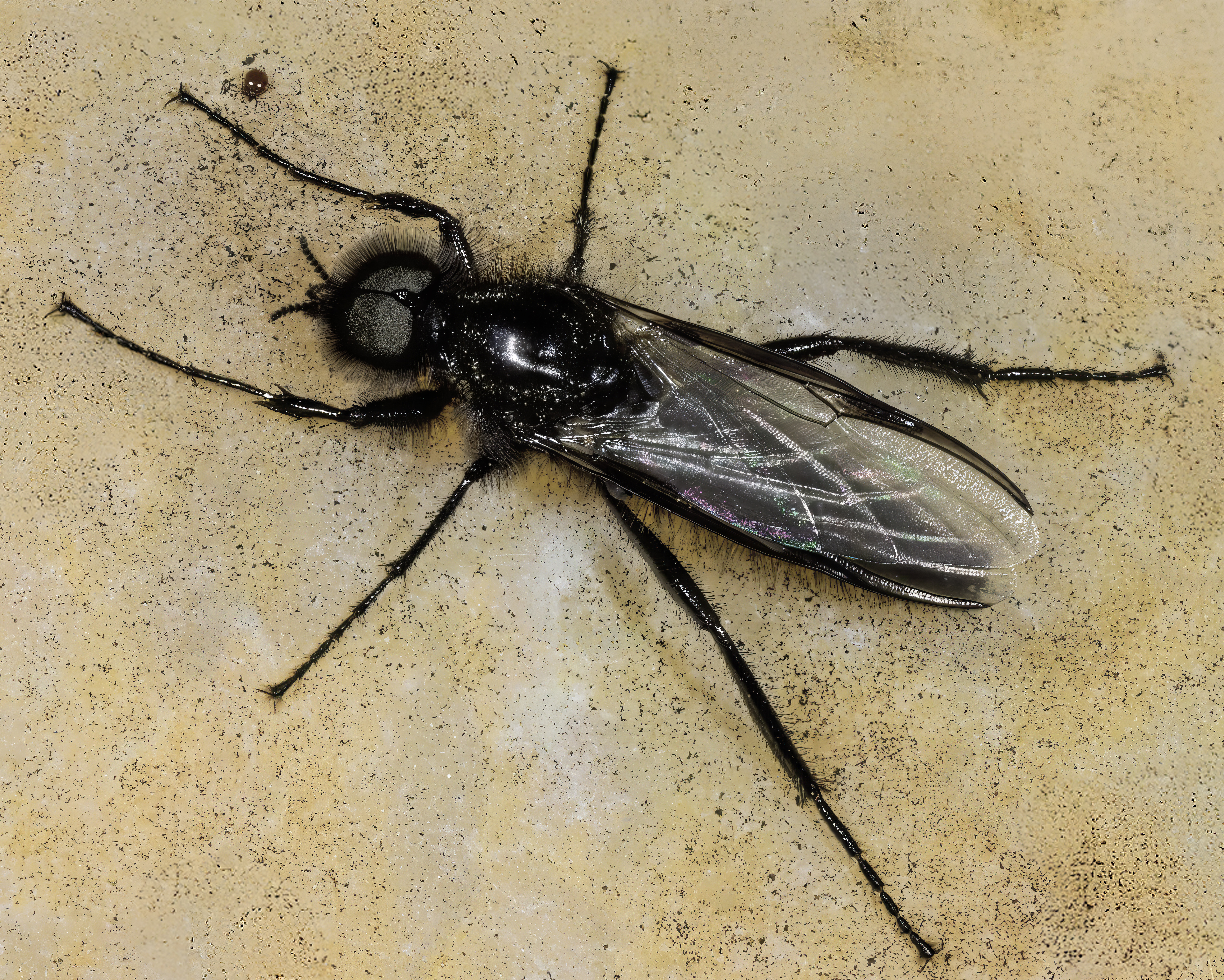
Bibio marci, mâle. espèce type sœur vivante

- Quelques espèces vivantes du genre Bibio.
- Bibio ferruginatus, mâle (Haute Ardenne - Belgique).
- Bibio hortulanus, femelle.
- Bibio lanigerus,mâle (Haute Ardenne - Belgique).
- Bibio varipes, femelle.
- Bibio johannis.
- Bibio femoratus.

### Publication originale
- [1937] Nicolas Théobald, « Les insectes fossiles des terrains oligocènes de France 473 p., 17 fig., 7 cartes,13 tables, 29 planches hors texte », Bulletin Mensuel de la Société des Sciences de Nancy et Mémoires de la Société des sciences de Nancy, Imprimerie G. Thomas,‎ 1937, p. 1-473 (ISSN 1155-1119 et 2263-6439, OCLC 786027547). .